# بمب بشکه‌ای

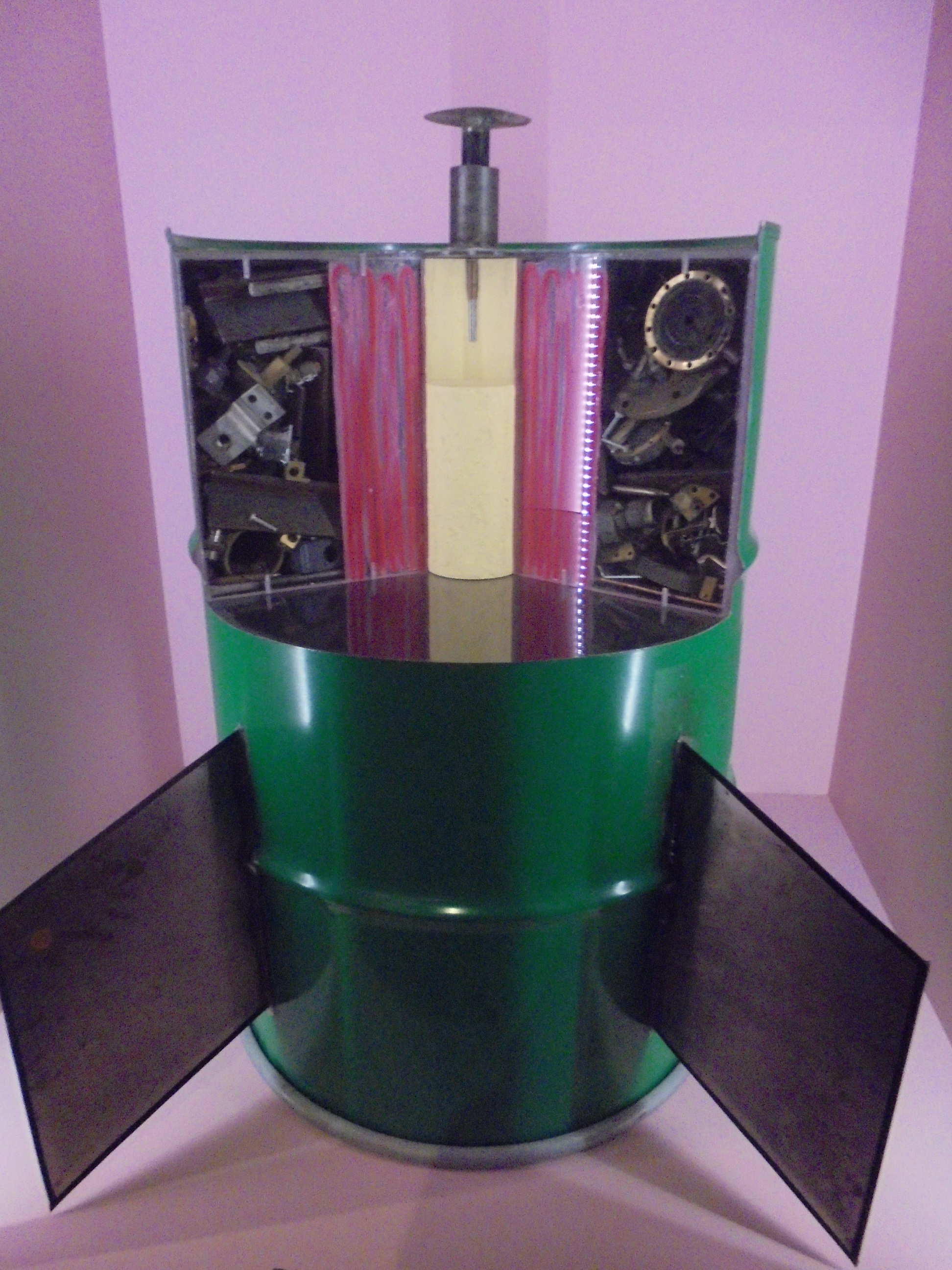
ماکت یک بمب بشکه‌ای در موزه سلطنتی جنگ در لندن.

بمب‌های بشکه‌ای نوعی بمب بوده و از بُشکه‌هایی تشکیل شده که آن‌ها را با مواد مختلفی مثل تی‌ان‌تی، میخ، براده‌های آهن و مواد سوختی اشتعال‌زا انباشته‌اند. کشورها در طول تاریخ از این بمب‌ها در جنگ‌ها استفاده می‌کرده‌اند. این بمب‌ها را به‌وسیلهٔ بالگرد یا هواپیما در ارتفاعات زیاد از سطح زمین حمل می‌کنند تا به نقاط موردنظر برای حمله برسند. پس از پرتاب بمب‌های بشکه‌ای به وسیلهٔ بالگرد بر روی اهداف، آن‌ها منفجر شده و به دنبال انفجار آن‌ها، میخ‌ها و ضایعات آهن رها شده از آن، به ترکش‌های مرگباری تبدیل شده و به هر سو پراکنده می‌شوند. بنابراین با برخورد آن‌ها به انسان‌ها و محیط پیرامون‌شان، خسارت مالی و جانی زیادی به وجود می‌آید. گرچه بمب‌های بشکه‌ای از دقت بالایی برخوردار نیستند، امّا سبب تخریب گسترده منابع، محیط و تلفات بالای انسانی می‌شوند.
کسانی که مورد اصابت ترکش‌های این بمب‌ها قرار می‌گیرند، دچار جراحات سخت و سوختگی شدید یا قطع شدن اعضای بدن خود می‌شوند. استفاده از این بمب‌ها یک نمونهٔ آشکار از جنایت علیه بشریت به‌شمار می‌رود.
نخستین مورد شناخته شده از کاربرد بمب بشکه‌ای به جنگ کرواسی در سال ۱۹۹۱ برمی‌گردد که هواپیماهای کشاورزی آنتونوف-۲ این نوع بمب را علیه مواضع صرب‌ها به کار گرفتند. در دهه ۱۹۹۰ سودانی‌ها نیز با استفاده از هواپیماهای ترابری بمب‌های بشکه‌ای را به روی شورشیان می‌انداختند؛ امّا گسترده‌ترین نمونه‌های استفاده از این نوع بمب‌ها در جنگ داخلی سوریه اتفاق افتاد که نیروی هوایی سوریه اقدام به ساخت و پرتاب بمب‌های بشکه‌ای علیه مواضع مخالفان کرده‌ است. عراقی‌ها نیز علیه شورشیان سنی در منطقه الانبار از این نوع بمب‌ها استفاده کرده‌اند. کارشناسان هشدار می‌دهند که با توجه به قیمت پایین و سهولت استفاده از این نوع بمب‌ها ممکن است در آینده، استفاده از آن‌ها در کشورهای بی‌ثبات بیشتر از پیش شود.

## تلفات جنگ داخلی سوریه
سازمان عفو بین‌الملل اعلام کرده‌ است که از سال ۲۰۱۲ میلادی تا پایان ماه فوریه ۲۰۱۵ در جنگ داخلی سوریه بیش از ۱۱ هزار نفر بر اثر ریختن بمب‌های بشکه‌ای کشته شده‌اند. به گزارش همین سازمان تنها در شهر حلب سوریه ۳ هزار نفر بر اثر اصابت بمب‌های بشکه‌ای کشته شده‌اند. دولت بشار اسد استفاده از بمب‌های بشکه‌ای را در ارتش سوریه انکار می‌کند.
با این‌حال، خالد خوجه، رهبر ائتلاف ملّی سوریه که از سوی برخی کشورهای غربی حمایت می‌شود، در مورد نقش بمب‌های بشکه‌ای در جنگ سوریه گفت، این بمب‌ها در وادار کردن پناهندگان سوری به فرار از کشورشان به سمت کشورهای همسایه و اروپا نقشی اساسی ایفا می‌کنند. رائد الصالح، رئیس دفاع مدنی سوریه نیز در مورد بمب‌های بشکه‌ای گفت: «تأثیر محلّی بمب‌های بشکه‌ای همانند تأثیر زلزله‌ای به قدرت هشت درجه در مقیاس ریشتر است.»